# Кенийски жираф
Кенийският жираф (Giraffa tippelskirchi) е вид едър бозайник от семейство Жирафови (Giraffidae).
Срещат се в саваните на Източна Африка – в Кения, Танзания и Замбия. Достигат височина 5 – 6 метра и маса 1500 – 2150 килограма, като са най-едрият вид жирафи. Хранят сe главно с листа на дървета. Към 2016 година дивата популация на кенийските жирафи се оценява на над 32 хиляди екземпляра.